# Kismet (film, 1944)
Pour les articles homonymes, voir Kismet.
Pour plus de détails, voir Fiche technique et Distribution.
Kismet est un film américain réalisé par William Dieterle, sorti en 1944. Il s'agit du remake du film de 1930 Kismet, et la troisième adaptation cinématographique de la pièce de théâtre du même nom d'Edward Knoblock (1911).

## Synopsis
Un illusionniste ambulant, Hafiz, voudrait que sa fille Marsinah devienne l'épouse d'un prince, ce qui lui permettrait de faire partie de la famille royale. Mais il ignore que le fils du jardinier, dont sa fille est passionnément éprise, n'est autre que le puissant calife de Bagdad, habilement déguisé.

## Fiche technique
- Titre : Kismet
- Réalisation : William Dieterle
- Scénario : John Meehan, d'après la pièce Kismet d'Edward Knoblock
- Production : Everett Riskin (de)
- Société de production : Metro-Goldwyn-Mayer
- Photographie : Charles Rosher
- Montage : Ben Lewis
- Musique : Herbert Stothart
- Direction artistique : Daniel B. Cathcart et Cedric Gibbons
- Costumes : Irene et Barbara Karinska, Tom Keogh
- Chorégraphe : Jack Cole
- Pays de production :  États-Unis
- Format : Couleur (Technicolor) - Son : Mono (Western Electric Sound System)
- Genre : Film d'aventure
- Durée : 100 minutes
- Dates de sortie : 
  - États-Unis : 22 août 1944 (première à New York)
  - France : 7 juillet 1950

## Distribution
- Ronald Colman : Hafiz
- Marlene Dietrich : Jamilla
- James Craig : le Calife
- Edward Arnold : Le Grand Vizir
- Hugh Herbert : Feisal
- Joy Page : Marsinah
- Florence Bates : Karsha
- Harry Davenport : Agha
- Hobart Cavanaugh : Moolah
- Robert Warwick : Alfife
- Yvonne De Carlo : Une serveuse
- Pedro de Cordoba : Meuzin

Et, parmi les acteurs non crédités :
- Cy Kendall : Le héraut
- Victor Kilian : Jehan
- Charles Middleton : L'avare
- Nestor Paiva : Capitaine de police
- Zack Williams : Le bourreau